# Nowoje Ilmowo (rejon drożżanowski)
Nowoje Ilmowo (ros. Новое Ильмово) – wieś (sieło) w Rosji, w Tatarstanie, w rejonie drożżanowskim. W 2010 liczyła 776 mieszkańców.